# Lepus callotis
A Lebre-de-flanco-branco (Lepus callotis) é um leporídeo da América do Norte.